# بارب الدما

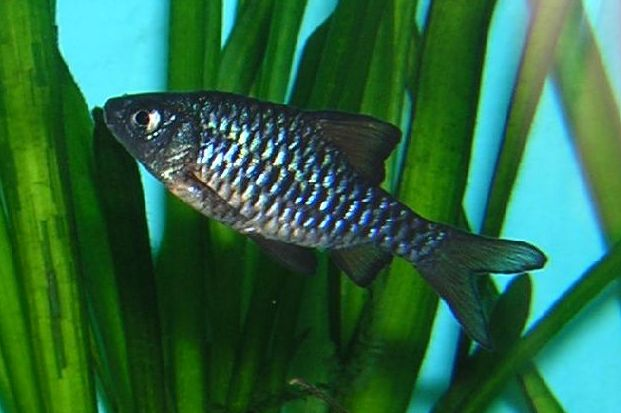

بارب الدما (باللاتينية: Puntius oligolepis)، (بالإنجليزية: Checker barb)هي سمكة تنتمي لعائلة الشبوطيات.